# Národní řád svatého Vavřince
Národní řád svatého Vavřince (španělsky Orden Nacional de San Lorenzo) je nejvyšší státní vyznamenání Ekvádoru.

## Historie
Řád byl založen dne 17. srpna 1809 v klášteře svatého Augustina ve městě Quito předsedou první autonomní vlády v Quitu Juanem Pío Montúfarem, druhým markýzem ze Selvy Alegre, jež se dostal k moci po ozbrojeném puči. O založení řádu bylo rozhodnuto ve stejný den, kdy byla oficiálně ustavena první autonomní vládní rada v Quitu. Stalo se tak při slavnostním ceremoniálu, který se konal v kapitule kláštera svatého Augustina. Řád byl pojmenován po svatém Vavřinci, jehož svátek se slavil v den, kdy byl řád založen. V den založení byl řád udělen všem členům vlády. Předávání vyznamenání podléhalo uvážení předsedů quitské vlády. V té době bylo vyznamenání uděleno pouze členům junty a několika vojákům. Po pádu režimu, byl řád na dalších více než sto let zapomenut.
Dne 10. srpna 1959 prezident Camilo Ponce Enríquez obnovil řád a zavedl jej do systému státních vyznamenání Ekvádoru. Stalo se tak jako součást oslav 150. výročí vzniku první autonomní vlády v Quitu. Obnoven byl výkonným dekretem č. 1329 zde dne 10. srpna 1959. Dne 4. června 2001 upravil prezident Gustavo Noboa Bejarano jeho status. Jedná se o nejvyšší civilní i vojenské ekvádorské vyznamenání.

## Pravidla udílení
Řád je udílen významným občanům Ekvádoru i cizím státním příslušníkům, kteří prokázali své zásluhy státu. Udílen je na návrh ministra zahraničních věcí prezidentem Ekvádoru.

## Třídy
Řád je udílen ve třech třídách:
- velkořetěz – Tato třída je vyhrazena pro prezidenta Ekvádoru, cizí hlavy států, panovníky a prince spojené s vládnoucími monarchiemi a při výkonu konkrétních funkcí. Tato třída je udílena výhradně z rozhodnutí prezidenta.
- velkokříž – Řádový odznak se nosí na 100 mm široké stuze spadající z ramene na protilehlý bok. V případě dam je stuha užší. Řádová hvězda se nosí nalevo na hrudi.
- velkodůstojník

## Insignie
Řádový odznak má tvar zlatého, červeně smaltovaného maltézského kříže. Mezi rameny kříže jsou čtyři planoucí jazyky. Ve středu odznaku je kulatý medailon s červeně smaltovaným pozadím a širokým černě smaltovaným okrajem. V kruhu je zlatý nápis REPUBLICA DEL ECUADOR • 10 DE AGOSTO DE 1809. Uprostřed je zlatá mřížka s iniciály SL. Průměr odznaku je 80 mm.
Řádový řetěz je zlatý, dlouhý 100 cm a široký 4 cm. Sestává z článků ve tvaru státního znaku Ekvádoru, které se střídají s články ve tvaru děl, která zdobí průčelí paláce Carondelet a centrálního medailonu, k němuž je připojen řádový odznak.
Řádová hvězda má tvar pěticípého červeně smaltovaného maltézského kříže. Ostatní se shoduje se vzhledem řádového odznaku.
Stuha je červená s černými proužky lemujícími oba okraje.